# Tristan-Samuel Weissborn
Tristan-Samuel Weissborn (Beč, 24. listopada 1991.) austrijski je tenisač. Natječe se u igri parova.
Za svoje juniorske karijere ostvario je jednu u pojedinačnoj i 23 pobjede u parovima na turnirima serije Futures. Osvojio je tri turnira iz serije Challenger u parovima.